# Traktaten i York
Traktaten i York var en traktat i 1237 mellem Henrik 3. af England og Alexander 2. af Skotland, som fastsatte grænserne mellem Kongeriget Skotland og Kongeriget England.
Traktaten definerede grænserne mellem de to kongeriger til at gå fra Solway Firth i vest til flodmundingen af Tweed i øst. Traktaten definerede stort set den nuværende landegrænse mellem Skotland og England, lige på nær et lille område ved Berwick, som England erobrede i 1482. Traktaten betød også, at Skotland måtte opgive sit krav på de dele af Northumbria, der ligger syd for floden Tweed (svarende til det gamle kongerige Cumbria).